# On the Road 1972
On the Road 1972 – album koncertowy brytyjskiej grupy Camel wydany w 1992 roku, zawierający materiał z wczesnych lat twórczości zespołu. Na płycie Camel występuje w oryginalnym, czteroosobowym składzie. W skład albumu wchodzą utwory z dwóch pierwszych płyt zespołu – Camel i Mirage oraz solowej płyty Bardensa z 1970 roku – The Answer.
Album zawiera cztery, amatorsko nagrane utwory, będące właściwie oficjalnym bootlegiem. Początkowo był różnie nazywany – Warning: Camel on the Road 1972, Camel on the Road 1972, God of Light, jednak jako oficjalne wydawnictwo funkcjonuje pod nazwą On the Road 1972.

## Lista utworów
1. Lady Fantasy (13:45) – Latimer, Bardens, Ward, Ferguson
2. Six Ate (6:11) – Latimer
3. White Rider (9:56) – Latimer
4. God of Light Revisited (14:24) – Bardens

## Twórcy
- Andrew Latimer – gitara, śpiew
- Peter Bardens – instrumenty klawiszowe, śpiew
- Andy Ward – perkusja
- Doug Ferguson – gitara basowa